# Cédric Heymans
Cédric Heymans (Brive-la-Gaillarde, 20 de julio de 1978) es un ex–jugador francés de rugby que se desempeñaba como fullback.

## Selección nacional
Fue convocado a Les Bleus por primera vez en abril de 2000 para jugar ante la Azzurri por el Torneo de las Seis Naciones 2000 y jugó su último partido en octubre de 2011 contra el XV de la Rosa. En total jugó 59 partidos y marcó 80 puntos producto de 16 tries.

### Participaciones en Copas del Mundo
Disputó las Copas del Mundo de Francia 2007 y Nueva Zelanda 2011 donde se retiró de su seleccionado.
| Mundial                       | Sede          | Resultado     | PJ | Tries |
| ----------------------------- | ------------- | ------------- | -- | ----- |
| Copa Mundial de Rugby de 2007 | Francia       | Cuarto puesto | 5  | 1     |
| Copa Mundial de Rugby de 2011 | Nueva Zelanda | Subcampeón    | 5  | 0     |

## Palmarés
- Campeón del Torneo de las Seis Naciones de 2004, 2006 y 2007.
- Campeón de la Copa de Campeones de 2002–03, 2004–05 y 2009–10.
- Campeón del Top 14 de 2007–08 y 2010–11.